# Piłka nożna w Polsce (2018/2019)
| Mistrzostwa Polski                                                                           | Mistrzostwa Polski                          |
| -------------------------------------------------------------------------------------------- | ------------------------------------------- |
| 1 miejsce - Mistrz Polski                                                                    | Piast Gliwice                               |
| 2 miejsce - Wicemistrz Polski                                                                | Legia Warszawa                              |
| 3 miejsce                                                                                    | Lechia Gdańsk                               |
| Król strzelców ekstraklasy                                                                   | 24 - Igor Angulo (Górnik Zabrze)            |
| Klub 100 - Klub 300 - Tabela wszech czasów Ekstraklasy w piłce nożnej                        |                                             |
| Europejskie Puchary                                                                          |                                             |
| Liga Mistrzów UEFA (2018/2019)                                                               | Legia Warszawa (mistrz/Puchar 2017/2018)    |
| Liga Europy UEFA (2018/2019)                                                                 | Jagiellonia Białystok (2 miejsce 2017/2018) |
| Liga Europy UEFA (2018/2019)                                                                 | Lech Poznań (3 miejsce 2017/2018)           |
| Liga Europy UEFA (2018/2019)                                                                 | Górnik Zabrze (4 miejsce 2017/2018)         |
| UEFA - Współczynnik UEFA - Statystyki występów polskich klubów w europejskich pucharach UEFA |                                             |
| Puchar Polski / Superpuchar Polski                                                           |                                             |
| Puchar Polski w piłce nożnej (2018/2019)                                                     |                                             |
| 1 miejsce - Zdobywca                                                                         | Lechia Gdańsk                               |
| 2 miejsce - Finalista                                                                        | Jagiellonia Białystok                       |
| Superpuchar Polski 2019                                                                      | Lechia Gdańsk                               |

| Poziomy rozgrywkowe w sezonie 2018/2019 | Poziomy rozgrywkowe w sezonie 2018/2019 | Poziomy rozgrywkowe w sezonie 2018/2019                                 | Poziomy rozgrywkowe w sezonie 2018/2019                                                                              |
| --- | --------------------------------------- | ----------------------------------------------------------------------- | --- |
| Centralne | I                                       | Ekstraklasa w piłce nożnej (2018/2019)                                  | Miedź Legnica, Zagłębie Sosnowiec                                                                                    |
| Centralne | II                                      | I liga polska w piłce nożnej (2018/2019)                                | Raków Częstochowa, ŁKS Łódź · Bytovia Bytów, GKS Katowice, Garbarnia Kraków                                          |
| Centralne | III                                     | II liga polska w piłce nożnej (2018/2019)                               | Radomiak Radom, Olimpia Grudziądz, GKS Bełchatów · Siarka Tarnobrzeg, ROW 1964 Rybnik, Rozwój Katowice, Ruch Chorzów |
| Makroregionalne | IV                                      | III liga polska w piłce nożnej (2018/2019) · 4 grupy: I - II - III - IV | Legionovia Legionowo, Lech II Poznań, Górnik Polkowice, Stal Rzeszów                                                 |
| Okręgowe (16 okręgów) | V                                       | IV liga polska w piłce nożnej (2018/2019) · 20 Grup                     | |
| Okręgowe (16 okręgów) | VI                                      | Klasa Okręgowa                                                          | |
| Okręgowe (16 okręgów) | VII                                     | Klasa A                                                                 | |
| Okręgowe (16 okręgów) | VIII                                    | Klasa B                                                                 | |
| Okręgowe (16 okręgów) | IX                                      | Klasa C                                                                 | |
| System ligowy piłki nożnej w Polsce - Tabela wszech czasów polskiej I ligi piłkarskiej - Tabela wszech czasów polskiej II ligi piłkarskiej |                                         |                                                                         | |
| IV Liga grupy: dolnośląska - kujawsko-pomorska - lubelska - lubuska - łódzka - małopolska - mazowiecka - opolska - podkarpacka - podlaska - pomorska - śląska I - śląska II - świętokrzyska - warmińsko-mazurska - wielkopolska - zachodniopomorska                               |                                         |                                                                         | |
| Okręgowe rozgrywki - 16 województw (OZPN): dolnośląskie - kujawsko-pomorskie - lubelskie - lubuskie - łódzkie - małopolskie - mazowieckie - opolskie - podkarpackie - podlaskie - pomorskie - śląskie - świętokrzyskie - warmińsko-mazurskie - wielkopolskie - zachodniopomorskie |                                         |                                                                         | |

| Rozgrywki młodzieżowe / Mistrzostwa Polski juniorów w piłce nożnej | Rozgrywki młodzieżowe / Mistrzostwa Polski juniorów w piłce nożnej                                                      | Rozgrywki młodzieżowe / Mistrzostwa Polski juniorów w piłce nożnej |
| ------------------------------------------------------------------ | --- | ------------------------------------------------------------------ |
| Centralna Liga Juniorów w piłce nożnej                             | Centralna Liga Juniorów w piłce nożnej (2018/2019) · Korona Kielce · Śląsk Wrocław · Zagłębie Lubin                     |                                                                    |
| Centralna Liga Juniorów w piłce nożnej                             | Centralna Liga Juniorów w piłce nożnej U-17 (2018/2019) · Legia Warszawa · Lech Poznań · Zagłębie Lubin i Korona Kielce |                                                                    |
| Piłka nożna kobiet w Polsce                                        | |                                                                    |
| Ekstraliga polska w piłce nożnej kobiet                            | Ekstraliga polska w piłce nożnej kobiet (2018/2019) · Górnik Łęczna · Medyk Konin · Czarni Sosnowiec                    |                                                                    |

Inne:

- Ekstraklasa w futsalu